# Linhof Technika
Linhof är ett företag i München som tillverkar storformatskameror. Mest känd är modellen Technika.
Företaget grundades 1887 av Valentin Linhof. 
Bland konkurrenterna finnes Sinar och Horseman och ett antal mindre tillverkare av träkameror. Bland objektivtillverkarna till dessa format finnes bland annat Zeiss, Schneider och Rodenstock.